# Ministeri de Defensa de Ruanda
El Ministeri de Defensa de Ruanda (kinyarwanda Minisiteri y'Ingabo; francès Ministère de la Défense) es troba a càrrec de les Forces Ruandeses de Defensa. El Ministre de Defensa és responsable de la conducta i execució dels programes de defensa. L'actual Ministre de Defensa és el general James Kabarebe des de 2010. El tinent coronel Innocent Gashugi és el secretari permanent. El general Patrick Nyamvumba és el Cap d'Estat Major de la Defensa.

## Llista de Ministres de Defensa
| No. | Nom                               | Pren possessió | Deixa el càrrec | Anys servint | President             |
| --- | --------------------------------- | -------------- | --------------- | ------------ | --------------------- |
| 1   | Calliope Mulindahabi              | 1962           | 1965            | 3            | Grégoire Kayibanda    |
| 2   | Juvénal Habyarimana               | 1965           | 1991            | 26           | Grégoire Kayibanda    |
| 2   | Juvénal Habyarimana               | 1965           | 1991            | 26           | Juvénal Habyarimana   |
| 3   | Maj.-Gen. Augustin Ndindiliyimana | 1991           | 1992            | 1            |                       |
| 4   | James Gasana                      | 1992           | 1993            | 1            |                       |
| 5   | Augustin Bizimana                 | 1993           | 1994            | 1            |                       |
| 5   | Augustin Bizimana                 | 1993           | 1994            | 1            | Théodore Sindikubwabo |
| 6   | Maj.-Gen. Paul Kagame             | 1994           | 2000            | 6            | Pasteur Bizimungu     |
| 7   | Brig.-Gen. Emmanuel Habyarimana   | 2000           | 2002            | 2            | Paul Kagame           |
| 8   | Gen. Marcel Gatsinzi              | 2002           | 2010            | 8            | Paul Kagame           |
| 9   | Gen. James Kabarebe               | 2010           | en el càrrec    | 5            | Paul Kagame           |

Font: Ministry of Defence, Republic of Rwanda. 